# Dohodarstvena pristojbina
Dohodarstvene pristojbine (nem. Gefälle, češ. důchodkový) predstavljajo monopolne dajatve in necarinske specifične posredne dajatve kot npr. trošarine in razne takse.
V Habsburški monarhiji so dohodarstvene pristojbine do leta 1835 pobirali in nadzirali različni lokalni organi, od leta 1835 pa se je z dohodarstvenim nadzorom ukvarjala posebna »dohodarstvena straža« (nem.  Gefällenwache, češ.  důchodková stráž), ki se je leta 1843 z »mejno stražo« združila v enotno carinsko-dohodarstveno stražo, imenovano finančna straža. Po koncu 1. svetovne vojne so v letih 1920/1921 v Kraljevini SHS oblikovali novo dohodarstveno službo, ki se je imenovala finančna kontrola. V povojni Jugoslaviji so razen manj pomembnih taks prenehali pobirati dohodarstvene pristojbine. Šele leta 1999 so v Sloveniji ponovno uvedli pobiranje najosnovnejšega tipa dohodarstvenih pristojbin- to je trošarin.